# Orange Park
Orange Park és una població dels Estats Units a l'estat de Florida. Segons el cens del 2000 tenia 9.081 habitants.

## Demografia
Segons el cens del 2000, Orange Park tenia 9.081 habitants, 3.429 habitatges, i 2.362 famílies. La densitat de població era de 899 habitants/km².
Dels 3.429 habitatges en un 28,7% hi vivien nens de menys de 18 anys, en un 53,9% hi vivien parelles casades, en un 11,9% dones solteres, i en un 31,1% no eren unitats familiars. En el 25,4% dels habitatges hi vivien persones soles el 9% de les quals corresponia a persones de 65 anys o més que vivien soles. El nombre mitjà de persones vivint en cada habitatge era de 2,45 i el nombre mitjà de persones que vivien en cada família era de 2,92.
Per edats la població es repartia de la següent manera: un 21% tenia menys de 18 anys, un 7,9% entre 18 i 24, un 24,8% entre 25 i 44, un 25,3% de 45 a 60 i un 21% 65 anys o més.
L'edat mediana era de 43 anys. Per cada 100 dones de 18 o més anys hi havia 87,7 homes.
La renda mediana per habitatge era de 47.631 $ i la renda mediana per família de 58.093 $. Els homes tenien una renda mediana de 36.590 $ mentre que les dones 26.846 $. La renda per capita de la població era de 24.087 $. Entorn del 4,6% de les famílies i el 7,5% de la població estaven per davall del llindar de pobresa.

## Poblacions més properes
El següent diagrama mostra les poblacions més properes.